# 沙佩里
沙佩里（法語：Chapeiry，法語發音：[ʃapɛʁi] ⓘ）是法国上萨瓦省的一个市镇，属于阿讷西区。

## 地理
沙佩里（45°50'44"N, 6°2'15"E）面积5.76 平方千米，位于法国奥弗涅-罗讷-阿尔卑斯大区上萨瓦省，该省份为法国东部省份，历史上为薩伏依的一部分，北与瑞士接壤，西接安省，南至萨瓦省，东与瑞士和意大利接壤。
与沙佩里接壤的市镇（或旧市镇、城区）包括：谢朗河畔阿尔比、马尔塞拉阿尔巴奈、蒙塔尼莱朗什、圣西尔韦斯特、维于拉谢萨、阿讷西。

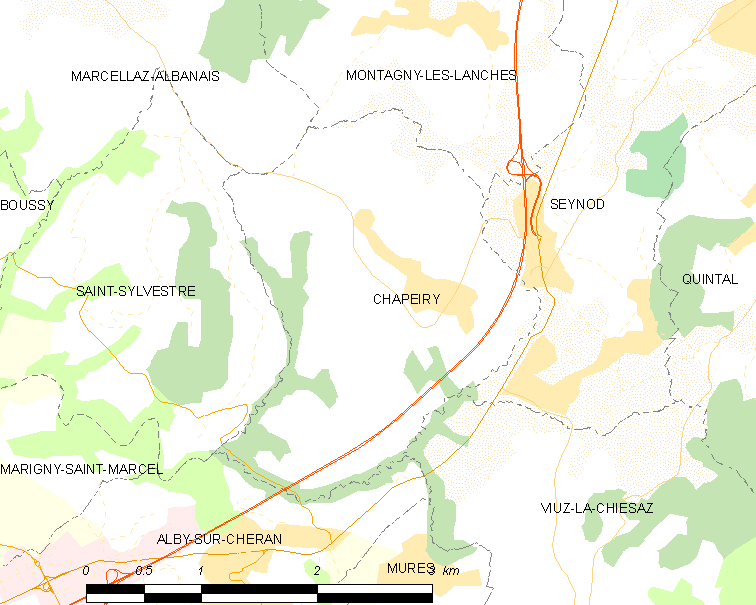
沙佩里的OSM定位图

沙佩里的时区为UTC+01:00、UTC+02:00（夏令时）。

## 行政
沙佩里的邮政编码为74540，INSEE市镇编码为74061。

## 政治
沙佩里所属的省级选区为吕米伊县。

## 人口

1962-2008年间沙佩里人口变化图示

沙佩里于2022年1月1日时的人口数量为982人。